# Parodiando (Paraguay)
Parodiando Paraguay es la versión paraguaya del formato Parodiando original de Televisa emitido por el canal Telefuturo en 2015.

## Introducción
El programa se emite los martes y jueves a las 22:00 horas, y es conducido por Enrique "Kike" Casanova Consiste en un concurso de talentos, donde semana a semana famosos/as del mundo del espectáculo nacional, demuestran sus destrezas para parodiar a diferentes artistas de la música nacional e internacional y a lo largo de la competencia, los participantes se enfrentarán para demostrar quien es el mejor.

## Etapas
La competencia de parodia consta solamente de 2 etapas:

### Evaluación del jurado
El jurado dará su puntaje después de que cada gala. Los concursantes que obtengan menor puntaje al establecido por la producción se irán sentenciados. Posterior a esta sentencia el jurado salvará a los concursantes, quedando dos concursantes al voto telefónico.

### Voto telefónico
Los concursantes nominados por el jurado se batirán a duelo telefónico, donde solo el público tiene la decisión con sus mensajes de textos. El concursante de menor porcentaje deberá salir de la competencia.

### Participantes
| Famoso                                | Ocupación                                 | Estado         |
| ------------------------------------- | ----------------------------------------- | -------------- |
| Clara Franco                          | Actriz / Humorista                        | Campeona       |
| Milagros "Mili" Britez "La Kchorrita" | Cantante                                  | Subcampeona    |
| José María "Josema" López             | Cantante                                  | 3er. Puesto    |
| Fernando "Fer" Pérez                  | Cantante                                  | 4to. Puesto    |
| Gustavo Cabaña                        | Actor / Humorista                         | Semifinalista  |
| Walter Evers                          | Actor / Humorista                         | Semifinalista  |
| Nicole Arz                            | Cantante                                  | Semifinalista  |
| María Laura "Malau" Olitte            | ExModelo / Panelista de Tv                | Semifinalista  |
| Edgar Camarasa                        | Cantante                                  | 2do. Abandono  |
| Lourdes García                        | Actriz                                    | 6ta Eliminada  |
| Patricia "Paty" Orue                  | ExModelo / Conductora de Tv y Radio       | 5ta. Eliminada |
| Nadia Ferreira                        | Modelo / Miss Teen Paraguay               | 4ta. Eliminada |
| Enrique Pavón                         | Actor / Humorista                         | 3er. Eliminado |
| Fabiola "Fabi" Martínez               | Modelo / Fisiculturista / Panelista de Tv | 2da. Eliminada |
| Lizarella Valiente                    | Actriz                                    | 1ra. Eliminada |
| Gustavo Corvalán                      | Actor / Humorista                         | 1er. Abandono  |

### Invitados especiales
| Leryn Franco       | Atleta / Modelo / Conductora de televisión  | Catherine Zeta-Jones en Chicago |                  |  |  |  |  |  |  |  |  |  |  |  |  |  |  |  |  |  |  |  |  |  |  |  |  |
| Álvaro Mora        | Conductor de radio y televisión             | Sergio Dalma                    |                  |  |  |  |  |  |  |  |  |  |  |  |  |  |  |  |  |  |  |  |  |  |  |  |  |
| Lalo Monte         | Cantante                                    | Dyango                          | Gustavo Cabañas  |  |  |  |  |  |  |  |  |  |  |  |  |  |  |  |  |  |  |  |  |  |  |  |  |
| Andrea Quattrocchi | Actriz                                      | Anni-Frid Lyngstad              | Malala Olitte    |  |  |  |  |  |  |  |  |  |  |  |  |  |  |  |  |  |  |  |  |  |  |  |  |
| Patricia Ginzo     | Conductora de radio y televisión            | Marta Sánchez                   | Walter Evers     |  |  |  |  |  |  |  |  |  |  |  |  |  |  |  |  |  |  |  |  |  |  |  |  |
| William Castillo   | Modelo                                      | Per Gessle                      | Nicole Arz       |  |  |  |  |  |  |  |  |  |  |  |  |  |  |  |  |  |  |  |  |  |  |  |  |
| Oscar Pintos       | Chef                                        | Marc Anthony                    | Clara Franco     |  |  |  |  |  |  |  |  |  |  |  |  |  |  |  |  |  |  |  |  |  |  |  |  |
| David Dionich      | Cantante                                    | Noel Schajris                   | José María López |  |  |  |  |  |  |  |  |  |  |  |  |  |  |  |  |  |  |  |  |  |  |  |  |
| Jessica Torres     | Bailarina                                   | Shakira                         | Milagros Brítez  |  |  |  |  |  |  |  |  |  |  |  |  |  |  |  |  |  |  |  |  |  |  |  |  |
| Denise Hutter      | Periodista                                  | Amaia Montero                   | Fernando Pérez   |  |  |  |  |  |  |  |  |  |  |  |  |  |  |  |  |  |  |  |  |  |  |  |  |
| Milva Gauto        | Conductora de radio y televisión / Locutora | MØ con Major Lazer y DJ Snake   |                  |  |  |  |  |  |  |  |  |  |  |  |  |  |  |  |  |  |  |  |  |  |  |  |  |

### Parodias
| Clara Franco           | José Feliciano      | Adele                        | El Monchi Papá                   | Mercedes Sosa                       | Paquita la del Barrio | Sandro                 | Valeria Lynch                          | Rubén Rada                   | La India con Marc Anthony                           | Rocío Dúrcal                           | Ana Gabriel                          | Ganadora      |               |               |               |               |               |               |               |               |               |               |               |               |               |               |               |               |               |               |               |               |               |               |               |
| Milagros "Mili" Brítez | Susan Boyle         | Whitney Houston              | Miley Cyrus                      | Axl Rose de Guns N' Roses           | Soledad Pastorutti    | Madonna                | Laura Pausini                          | Sor Cristina                 | Rihanna con Shakira                                 | Céline Dion                            | Dolores O'Riordan de The Cranberries | 2° Puesto     |               |               |               |               |               |               |               |               |               |               |               |               |               |               |               |               |               |               |               |               |               |               |               |
| José María López       | Luis Miguel         | Diego Torres                 | Michael Jackson                  | Rodrigo                             | Ricky Martin          | Bruno Mars             | René de Calle 13                       | Luis Fonsi                   | Leonel García con Noel Schajris de Sin Bandera      | Jamiroquai                             | Justin Timberlake                    | 3° Puesto     |               |               |               |               |               |               |               |               |               |               |               |               |               |               |               |               |               |               |               |               |               |               |               |
| Fernando Pérez         | Juan Gabriel        | David Bisbal                 | Romeo Santos                     | Quemil Yambay                       | Carlos Vives          | Brian Johnson de AC/DC | Cristian Castro                        | Alejandro Fernández          | Álex Ubago con Amaia Montero                        | Ricardo Arjona                         | Selena                               | 4° Puesto     |               |               |               |               |               |               |               |               |               |               |               |               |               |               |               |               |               |               |               |               |               |               |               |
| Gustavo Cabaña         | José Luis Rodríguez | Roberto Carlos               | Maria Martha Serra Lima          | Psy                                 | Boy George            | Bob Marley             | Guillermo Novellis de La Mosca Tsé-Tsé | Julio Ardón de Banda Blanca  | Lucía Galán y Joaquín Galán de Pimpinela con Dyango | José Guadalupe Esparza de Grupo Bronco | Semifinalista                        | Semifinalista | Semifinalista | Semifinalista | Semifinalista | Semifinalista | Semifinalista | Semifinalista | Semifinalista | Semifinalista | Semifinalista | Semifinalista | Semifinalista | Semifinalista | Semifinalista | Semifinalista | Semifinalista | Semifinalista | Semifinalista | Semifinalista | Semifinalista | Semifinalista | Semifinalista | Semifinalista | Semifinalista |
| Walter Evers           | Marc Anthony        | Ale Sergi de Miranda!        | Freddie Mercury                  | Gustavo Cerati                      | Cher                  | Charly García          | Mick Jagger                            | Sting de The Police          | Carlos Baute con Marta Sánchez                      | Beto Cuevas de La Ley                  | Semifinalista                        | Semifinalista | Semifinalista | Semifinalista | Semifinalista | Semifinalista | Semifinalista | Semifinalista | Semifinalista | Semifinalista | Semifinalista | Semifinalista | Semifinalista | Semifinalista | Semifinalista | Semifinalista | Semifinalista | Semifinalista | Semifinalista | Semifinalista | Semifinalista | Semifinalista | Semifinalista | Semifinalista | Semifinalista |
| Nicole Arz             | Amy Winehouse       | Rosana                       | Christina Aguilera               | Alejandra Guzmán con Franco de Vita | Gloria Gaynor         | Patricia Sosa          | Lady Gaga                              | Sia                          | Marie Fredriksson con Per Gessle de Roxette         | Mariah Carey                           | Semifinalista                        | Semifinalista | Semifinalista | Semifinalista | Semifinalista | Semifinalista | Semifinalista | Semifinalista | Semifinalista | Semifinalista | Semifinalista | Semifinalista | Semifinalista | Semifinalista | Semifinalista | Semifinalista | Semifinalista | Semifinalista | Semifinalista | Semifinalista | Semifinalista | Semifinalista | Semifinalista | Semifinalista | Semifinalista |
| María Laura Olitte     | Raffaella Carrá     | Gloria Trevi                 | Encarna Salazar de Azúcar Moreno | Gloria Estefan                      | Julieta Venegas       | Bebe                   | Wendy Sulca                            | Natalia Oreiro               | Agnetha Fältskog con Anni-Frid Lyngstad de ABBA     | Gilda                                  | Semifinalista                        | Semifinalista | Semifinalista | Semifinalista | Semifinalista | Semifinalista | Semifinalista | Semifinalista | Semifinalista | Semifinalista | Semifinalista | Semifinalista | Semifinalista | Semifinalista | Semifinalista | Semifinalista | Semifinalista | Semifinalista | Semifinalista | Semifinalista | Semifinalista | Semifinalista | Semifinalista | Semifinalista | Semifinalista |
| Edgar Camarasa         | Joaquín Sabina      | Eros Ramazzotti              | Juan Luis Guerra                 | Elvis Presley                       | Enrique Iglesias      | Andrés Calamaro        | Fher de Maná                           | Juanse de Ratones Paranoicos | 2.º Abandono                                        | 2.º Abandono                           | 2.º Abandono                         | 2.º Abandono  | 2.º Abandono  | 2.º Abandono  | 2.º Abandono  | 2.º Abandono  | 2.º Abandono  | 2.º Abandono  | 2.º Abandono  | 2.º Abandono  | 2.º Abandono  | 2.º Abandono  | 2.º Abandono  | 2.º Abandono  | 2.º Abandono  | 2.º Abandono  | 2.º Abandono  | 2.º Abandono  | 2.º Abandono  | 2.º Abandono  | 2.º Abandono  | 2.º Abandono  | 2.º Abandono  |               |               |
| Lourdes García         | Chayanne            | Tina Turner                  | Celia Cruz                       | Vicente Fernández                   | Daniela Romo          | Vicentico              | Rita Lee                               | 6.º Eliminada                | 6.º Eliminada                                       | 6.º Eliminada                          | 6.º Eliminada                        | 6.º Eliminada | 6.º Eliminada | 6.º Eliminada | 6.º Eliminada | 6.º Eliminada | 6.º Eliminada | 6.º Eliminada | 6.º Eliminada | 6.º Eliminada | 6.º Eliminada | 6.º Eliminada | 6.º Eliminada | 6.º Eliminada | 6.º Eliminada | 6.º Eliminada | 6.º Eliminada | 6.º Eliminada | 6.º Eliminada | 6.º Eliminada | 6.º Eliminada | 6.º Eliminada |               |               |               |
| Patricia Orué          | Paulina Rubio       | Marta Sánchez                | Shakira con Alejandro Sanz       | Beyoncé                             | Meghan Trainor        | Nadia Portillo         | 5.º Eliminada                          | 5.º Eliminada                | 5.º Eliminada                                       | 5.º Eliminada                          | 5.º Eliminada                        | 5.º Eliminada | 5.º Eliminada | 5.º Eliminada | 5.º Eliminada | 5.º Eliminada | 5.º Eliminada | 5.º Eliminada | 5.º Eliminada | 5.º Eliminada | 5.º Eliminada | 5.º Eliminada | 5.º Eliminada | 5.º Eliminada | 5.º Eliminada | 5.º Eliminada | 5.º Eliminada | 5.º Eliminada | 5.º Eliminada | 5.º Eliminada | 5.º Eliminada |               |               |               |               |
| Nadia Ferreira         | Taylor Swift        | Martina Stoessel de Violetta | Jessie J                         | Lene Nystrøm de Aqua                | Xuxa                  | 4.º Eliminada          | 4.º Eliminada                          | 4.º Eliminada                | 4.º Eliminada                                       | 4.º Eliminada                          | 4.º Eliminada                        | 4.º Eliminada | 4.º Eliminada | 4.º Eliminada | 4.º Eliminada | 4.º Eliminada | 4.º Eliminada | 4.º Eliminada | 4.º Eliminada | 4.º Eliminada | 4.º Eliminada | 4.º Eliminada | 4.º Eliminada | 4.º Eliminada | 4.º Eliminada | 4.º Eliminada | 4.º Eliminada | 4.º Eliminada | 4.º Eliminada | 4.º Eliminada |               |               |               |               |               |
| Enrique Pavón          | Marco Antonio Solís | Piñón Fijo                   | Emilio García                    | Cucho de Los Auténticos Decadentes  | 3.º Eliminada         | 3.º Eliminada          | 3.º Eliminada                          | 3.º Eliminada                | 3.º Eliminada                                       | 3.º Eliminada                          | 3.º Eliminada                        | 3.º Eliminada | 3.º Eliminada | 3.º Eliminada | 3.º Eliminada | 3.º Eliminada | 3.º Eliminada | 3.º Eliminada | 3.º Eliminada | 3.º Eliminada | 3.º Eliminada | 3.º Eliminada | 3.º Eliminada | 3.º Eliminada | 3.º Eliminada | 3.º Eliminada | 3.º Eliminada | 3.º Eliminada | 3.º Eliminada |               |               |               |               |               |               |
| Fabiola Martínez       | Jennifer Lopez      | Kylie Minogue                | Toñi Salazar de Azúcar Moreno    | 2.º Eliminada                       | 2.º Eliminada         | 2.º Eliminada          | 2.º Eliminada                          | 2.º Eliminada                | 2.º Eliminada                                       | 2.º Eliminada                          | 2.º Eliminada                        | 2.º Eliminada | 2.º Eliminada | 2.º Eliminada | 2.º Eliminada | 2.º Eliminada | 2.º Eliminada | 2.º Eliminada | 2.º Eliminada | 2.º Eliminada | 2.º Eliminada | 2.º Eliminada | 2.º Eliminada | 2.º Eliminada | 2.º Eliminada | 2.º Eliminada | 2.º Eliminada | 2.º Eliminada |               |               |               |               |               |               |               |
| Lizarella Valiente     | Ivete Sangalo       | Thalia                       | 1.º Eliminada                    | 1.º Eliminada                       | 1.º Eliminada         | 1.º Eliminada          | 1.º Eliminada                          | 1.º Eliminada                | 1.º Eliminada                                       | 1.º Eliminada                          | 1.º Eliminada                        | 1.º Eliminada | 1.º Eliminada | 1.º Eliminada | 1.º Eliminada | 1.º Eliminada | 1.º Eliminada | 1.º Eliminada | 1.º Eliminada | 1.º Eliminada | 1.º Eliminada | 1.º Eliminada | 1.º Eliminada | 1.º Eliminada | 1.º Eliminada | 1.º Eliminada | 1.º Eliminada |               |               |               |               |               |               |               |               |
| Gustavo Corvalán       | Pablo Lescano       | 1.º Abandono                 | 1.º Abandono                     | 1.º Abandono                        | 1.º Abandono          | 1.º Abandono           | 1.º Abandono                           | 1.º Abandono                 | 1.º Abandono                                        | 1.º Abandono                           | 1.º Abandono                         | 1.º Abandono  | 1.º Abandono  | 1.º Abandono  | 1.º Abandono  | 1.º Abandono  | 1.º Abandono  | 1.º Abandono  | 1.º Abandono  | 1.º Abandono  | 1.º Abandono  | 1.º Abandono  | 1.º Abandono  | 1.º Abandono  | 1.º Abandono  | 1.º Abandono  |               |               |               |               |               |               |               |               |               |

- Puntaje más alto, ó, logró consagrarse campeón del concurso.
- Sentenciado/a y salvado/a por el jurado.
- Sentenciado/a, enviado/a al voto telefónico y salvado/a.
- Sentenciado/a, enviado/a al voto telefónico y eliminado/a.
- Abandona el certamen.
- El participante se consagra en la segunda posición del concurso.
- El participante se consagra en la tercera posición del concurso.
- El participante se consagra en la cuarta posición del concurso.

## Jurados
| Nacionalidad         | Jurado         | Profesión                                                           |
| -------------------- | -------------- | ------------------------------------------------------------------- |
| Bandera de Paraguay  | Bibi Landó     | Modelo / Conductora / Locutora / Animadora Infantil / Mediática     |
| Bandera de Paraguay  | Emilio García  | Actor / Cantante / Productor / Mediático                            |
| Bandera de Paraguay  | Leticia Medina | Actriz / Periodista / Conductora / Locutora / Panelista / Mediática |
| Bandera de Argentina | Aníbal Pachano | Coreógrafo / Actor / Bailarín / Mediático                           |